# Jamides zebrina
Jamides zebrina är en fjärilsart som beskrevs av Hans Fruhstorfer 1916. Jamides zebrina ingår i släktet Jamides och familjen juvelvingar. Inga underarter finns listade i Catalogue of Life.